# Agostina Retamal
Agostina Retamal (n. Ciudad de Santa Fe, Provincia de Santa Fe, Argentina, 19 de abril de 2002) es una futbolista argentina que juega como defensora en el Club Atlético Unión de la Primera División de la Liga Santafesina.

## Trayectoria
Arranco jugando en el Club Pucará para luego pasar a Unión. Fue seleccionada por Santa Fe para disputar los juegos de la región centro del 2017. Jugaría su primer torneo importante con el equipo rojiblanco a fines del mismo año en el torneo de desarrollo de CONMEBOL. Debido a su desempeño futbolístico logró ser seleccionada por el seleccionado santafesino sub-16 para disputar la liga de desarrollo de CONMEBOL en 2018.
Tendría su debut en el primer equipo tatengue el 11 de agosto de 2018 en un clásico santafesino frente a Colón el cual terminaría con victoria unionista por 3 a 0.

## Clubes
| Club             | País      | Año           |
| ---------------- | --------- | ------------- |
| Club Pucará      | Argentina | 2016          |
| Unión (Santa Fe) | Argentina | 2017-presente |

### Estadísticas
- Actualizado al 11 de octubre de 2021

| Club | Div.                | Temporada                                   | Liga Regional(1)                            | Liga Regional(1)                            | Liga Regional(1)                            | Copa Provincial(2)                          | Copa Provincial(2)                          | Copa Provincial(2)                          | Liga Nacional(3)                            | Liga Nacional(3)                            | Liga Nacional(3)                            | Copa Nacional(4)                            | Copa Nacional(4)                            | Copa Nacional(4)                            | Copa Internacional(5)                       | Copa Internacional(5)                       | Copa Internacional(5)                       | Total                                       | Total                                       | Total                                       | Media goleadora |
| Club | Div.                | Temporada                                   | Part.                                       | Goles                                       | Asist.                                      | Part.                                       | Goles                                       | Asist.                                      | Part.                                       | Goles                                       | Asist.                                      | Part.                                       | Goles                                       | Asist.                                      | Part.                                       | Goles                                       | Asist.                                      | Part.                                       | Goles                                       | Asist.                                      | Media goleadora |
| --- | ------------------- | ------------------------------------------- | ------------------------------------------- | ------------------------------------------- | ------------------------------------------- | ------------------------------------------- | ------------------------------------------- | ------------------------------------------- | ------------------------------------------- | ------------------------------------------- | ------------------------------------------- | ------------------------------------------- | ------------------------------------------- | ------------------------------------------- | ------------------------------------------- | ------------------------------------------- | ------------------------------------------- | ------------------------------------------- | ------------------------------------------- | ------------------------------------------- | --------------- |
| Unión Argentina |                     |                                             |                                             |                                             |                                             |                                             |                                             |                                             |                                             |                                             |                                             |                                             |                                             |                                             |                                             |                                             |                                             |                                             |                                             |                                             |                 |
| 1.ª | 2018                | 0                                           | 0                                           | 0                                           | -                                           | -                                           | -                                           | -                                           | -                                           | -                                           | -                                           | -                                           | -                                           | -                                           | -                                           | -                                           | 0                                           | 0                                           | 0                                           | 0                                           |                 |
| 1.ª | 2019                | 0                                           | 0                                           | 0                                           | 0                                           | 0                                           | 0                                           | -                                           | -                                           | -                                           | -                                           | -                                           | -                                           | -                                           | -                                           | -                                           | 0                                           | 0                                           | 0                                           | 0                                           |                 |
| 1.ª | 2020                | Suspendido debido a la Pandemia de COVID-19 | Suspendido debido a la Pandemia de COVID-19 | Suspendido debido a la Pandemia de COVID-19 | Suspendido debido a la Pandemia de COVID-19 | Suspendido debido a la Pandemia de COVID-19 | Suspendido debido a la Pandemia de COVID-19 | Suspendido debido a la Pandemia de COVID-19 | Suspendido debido a la Pandemia de COVID-19 | Suspendido debido a la Pandemia de COVID-19 | Suspendido debido a la Pandemia de COVID-19 | Suspendido debido a la Pandemia de COVID-19 | Suspendido debido a la Pandemia de COVID-19 | Suspendido debido a la Pandemia de COVID-19 | Suspendido debido a la Pandemia de COVID-19 | Suspendido debido a la Pandemia de COVID-19 | Suspendido debido a la Pandemia de COVID-19 | Suspendido debido a la Pandemia de COVID-19 | Suspendido debido a la Pandemia de COVID-19 | Suspendido debido a la Pandemia de COVID-19 |                 |
| 1.ª | 2021                | 0                                           | 0                                           | 0                                           | -                                           | -                                           | -                                           | -                                           | -                                           | -                                           | -                                           | -                                           | -                                           | -                                           | -                                           | -                                           | 0                                           | 0                                           | 0                                           | 0                                           |                 |
| Total | Total               | 0                                           | 0                                           | 0                                           | 0                                           | 0                                           | 0                                           | -                                           | -                                           | -                                           | -                                           | -                                           | -                                           | -                                           | -                                           | -                                           | 0                                           | 0                                           | 0                                           | 0                                           |                 |
| Total en su carrera | Total en su carrera | Total en su carrera                         | 0                                           | 0                                           | 0                                           | 0                                           | 0                                           | 0                                           | 0                                           | 0                                           | 0                                           | 0                                           | 0                                           | 0                                           | 0                                           | 0                                           | 0                                           | 0                                           | 0                                           | 0                                           | 0               |
| (1) Incluye Liga Santafesina (Debido a la poca información que hay algunos datos pueden estar erróneos) (2) Incluye Copa Santa Fe (3) Incluye Campeonato Argentino (4) Incluye Copa Federal (5) Incluye Copa Libertadores |                     |                                             |                                             |                                             |                                             |                                             |                                             |                                             |                                             |                                             |                                             |                                             |                                             |                                             |                                             |                                             |                                             |                                             |                                             |                                             |                 |

## Palmarés

### Campeonatos regionales
| Título   | Club             | País      | Año  |
| -------- | ---------------- | --------- | ---- |
| Apertura | Unión (Santa Fe) | Argentina | 2019 |
| Apertura | Unión (Santa Fe) | Argentina | 2021 |

### Campeonatos provinciales
| Título        | Club             | País      | Año  |
| ------------- | ---------------- | --------- | ---- |
| Copa Santa Fe | Unión (Santa Fe) | Argentina | 2019 |

### Otros logros
| Título            | Club             | País      | Año  |
| ----------------- | ---------------- | --------- | ---- |
| Torneo de Reserva | Unión (Santa Fe) | Argentina | 2019 |